# 皇帝 (塔羅牌)
皇帝 (法語：L'Empereur) 是塔羅牌大阿爾克那中的一張，牌號為IV（4）。

## 牌義

### 托特塔羅牌
以自我為中心開始做事。皇帝是強而有侵略性的代表。手執白羊座的權杖(火的象徵)和球(地的象徵)。在背景中的兩頭羊亦代示這張牌很代表到白羊座的兩面：左面深紅色的羊代表白羊座暴力和有害的能量；右邊金黃色的羊代表白羊座的能量亦可以有建設性和有利的一面。皇帝手執權仗便代表他能決定和行使這股力量。
國家這個意識亦在牌面上表達出來。皇帝的胸前盔甲上的數隻蜜蜂象徵了以個人的努力去成全整體。亦表示皇帝是國家的象徵。要在兩隻羊中取得平衡而非在圖中左下的兩隻鳥惹起鬥爭，在必要的時候亦要像右下的羊以聖名挑起戰旗。